# Lista de programas exibidos pela Nickelodeon (Brasil)
Esta é uma lista de programas transmitidos pela Nickelodeon Brasil. O canal foi fundado em 20 de dezembro de 1996, na propriedade da Paramount Networks Americas, a subsidiária da Paramount Global.

## Programação atual
Programas originais da Nickelodeon
| Título                                            | Data de lançamento      | Temporada atual |
| ------------------------------------------------- | ----------------------- | --------------- |
| Bob Esponja                                       | 7 de fevereiro de 2000  | 13              |
| Patrulha Canina                                   | 4 de novembro de 2013   | 8               |
| The Loud House                                    | 16 de maio de 2016      | 5               |
| Os Casagrandes                                    | 3 de abril de 2020      | 3               |
| Força Danger                                      | 3 de outubro de 2020    | 2               |
| Kamp Koral: Bob Esponja, Primeiros Anos           | 11 de setembro de 2021  | 1               |
| O Show do Patrick Estrela                         | 13 de novembro de 2021  |                 |
| Rock Island Mysteries                             | 6 de agosto de 2022     | 3               |
| Transformers: A Centelha da Terra                 | 12 de novembro de 2022  | 3               |
| Monster High                                      | 10 de abril de 2023     | 2               |
| The Loud House: Uma Verdadeira Família Barulhenta | 6 de maio de 2023       | 2               |
| Pedra, Papel e Tesoura                            | 19 de fevereiro de 2024 | 1               |
| Zokie do Planeta Ruby                             | 6 de maio de 2024       | 1               |
| Tartarugas Ninja: Histórias Mutantes              | 11 de agosto de 2024    | 1               |
| Os Padrinhos Mágicos: Um Novo Desejo              | 26 de maio de 2025      | 1               |

### Programas originais da Nickelodeon (Brasil)
| Título                      | Data de lançamento      | Temporada atual |
| --------------------------- | ----------------------- | --------------- |
| O Menino mais rico do Mundo | 19 de fevereiro de 2024 | 1               |

### Programas adquiridos
| Título    | Data de lançamento     | Temporada atual |
| --------- | ---------------------- | --------------- |
| Os Smurfs | 5 de fevereiro de 2022 | 3               |

## Programação antiga

### Programas originais da Nickelodeon
- Doug (1994)
- Rugrats (1995–2004)[d]
- Ren & Stimpy (1994–1997)[e]
- A Vida Mordena de Rocko (1996–2010)
- Ei, Arnold (1996–2004)
- Os Castores Pirados (1998–2003)
- Oh Yeah! Cartoons (1997–2001)
- CatDog (1998–2005)
- Os Thornberrys (1998–2004)
- Rocket Power (2000–2004)
- Ginger (2001–2006)
- Os Padrinhos Mágicos (2002–2017)[f]
- Invasor Zim (2001–2002)
- Mundo Giz (2002-2008)
- The Adventures of Jimmy Neutron: Boy Genius (2002–2006)
- Rugrats Crescidos (2004–2008)
- Uma Robô Adolescente (2004–2009)
- Danny Phantom (2004–2007)
- Avatar: A Lenda de Aang (23 de setembro de 2005–24 de outubro de 2008)[21]
- Catscratch (2005–2007)
- Família X (2005–2006)
- Mr. Meaty (2007–2009)
- El Tigre: As Aventuras de Manny Rivera (2007–2008)
- Escola Wayside (2007–2008)
- Tak e a Magia de Juju (2008–2009)
- O Segredo dos Animais (2008–2011)
- The Mighty B! (2009–2011)
- Os Pinguins de Madagascar (2009–2015)
- Fanboy and Chum Chum (3 de abril de 2010–2014)
- Planeta Sheen ( 6 de Junho de 2011–2013)
- T.U.F.F. Puppy (3 de setembro de 2011–2015)[22]
- Winx Club (2011–2016)
- Kung Fu Panda: Lendas do Dragão Guerreiro (2011– 2015)[23]
- A Lenda de Korra (8 de setembro de 2012–13 de junho de 2015)[24]
- As Tartarugas Ninja (12 de novembro de 2012–13 de fevereiro de 2018)[25]
- Monsters vs. Aliens (26 de novembro de 2013–25 de julho de 2014)
- Sanjay and Craig (14 de setembro de 2013–14 de outubro de 2014)
- Breadwinners (13 de outubro de 2014–25 de dezembro de 2015)[26]
- Harvey Beaks (6 de junho de 2015–22 de dezembro de 2017)[27]
- Porco Cabra Banana Grilo (2016–2017)[28]
- Bunsen é uma Fera (3 de julho de 2017–14 de dezembro de 2018)[29]
- Edifício Wayne (5 de fevereiro de 2018–15 de fevereiro de 2019)[30]
- O Despertar das Tartarugas Ninja (2018–2020)
- É o Pônei (4 de abril de 2020–2022)[31]
- Middlemost Aventura Postal (10 de janeiro de 2022–2023)[32]
- Rugrats: Os Anjinhos (5 de março de 2022–2023)[33][34][g]
- Big Nate (26 de setembro de 2022-2024)[37][38][39][h]
- Sammy & Raj: Viajantes do Tempo (13 de março–26 de maio de 2023)[41][i]

### Séries originais da Nickelodeon
- Clarissa Sabe Tudo (1997–2000)[j]
- Kenan & Kel (1996–2000)
- Taina (2003)[42]
- Drake & Josh (2004–2010)[43]
- Manual de Sobrevivência Escolar do Ned (2004–2007)
- Normal Demais (2004–2007)
- Zoey 101 (22 de setembro de 2005–18 de abril de 2009)
- iCarly (2007–2011)
- Trupe Jackson (2008–2011)
- Big Time Rush (2009–2013)
- Victorious (13 de outubro de 2010–24 de setembro de 2013)
- Supah Ninjas (7 de setembro de 2011–22 de agosto de 2013)
- As Aventuras de Bucket e Skinner (2011–2013)
- How to Rock (13 de janeiro–15 de dezembro de 2014)[44]
- Marvin Marvin (20 de abril–30 de novembro de 2013)[45]
- Sam & Cat (19 de outubro de 2013–20 de novembro de 2014)[46]
- A Família Hathaway (1 de fevereiro de 2014–24 de setembro de 2015)[47]
- The Thundermans (10 de abril de 2014–14 de setembro de 2018)[48]
- Every Witch Way (14 de julho de 2014–6 de dezembro de 2014)
- Henry Danger (22 de janeiro de 2015–27 de setembro de 2020)[49]
- Nicky, Ricky, Dicky & Dawn (10 de novembro de 2014–28 de outubro de 2018)[50]
- Max & Shred (23 de março de 2015–14 de maio de 2016)[51]
- 100 Coisas Pra Fazer Antes do High School (30 de novembro de 2015–outubro de 2016)
- Bella e os Bulldogs (16 de abril de 2015–12 de agosto de 2016)[52]
- Make it Pop (19 de outubro de 2015–5 de janeiro de 2017)
- Game Shakers (25 de fevereiro de 2016–11 de julho de 2019)[53]
- WITS Academy (2016)[54]
- School of Rock (6 de outubro de 2016–29 de junho de 2018)
- O Outro Reino (4 de setembro–6 de novembro de 2016)[55]
- Star Falls (3 de novembro de 2018–24 de fevereiro de 2019)
- Primos para Sempre (6 de abril–17 de agosto de 2019)
- Side Hustle: Uma Tarefa Complicada (5 de abril de 2021–2022)[56]
- A Bárbara e o Troll (12 de fevereiro–14 de maio de 2022)[57][58]
- Warped! (1 de abril–3 de julho de 2022).[59]
- Os Padrinhos Mágicos: Mais Mágicos que Nunca (17 de outubro–11 de novembro de 2022)[60][61][k]
- That Girl Lay Lay (14 de abril de 2023–2024)[62][l]

### Programas originais da Nickelodeon (Brasil)
- Patrulha Nick (2001–2006)
- Anabel (2005)[m]
- Escola pra Cachorro (2009–2011)
- Brilhante F.C. (2–18 de setembro de 2011)[n]
- Julie e os Fantasmas (20 de outubro de 2011–29 de abril de 2012)[o]
- Os Under-Undergrounds (9 de maio de 2016–2 de agosto de 2021)[p][65]
- Papaya Bull (2017–2018)[66]
- Tainá e os Guardiões da Amazônia (2018–2020)[67]
- Marcelo, Marmelo, Martelo (8 de julho–30 de setembro de 2023)[68]

### Novelas latino-americanas da Nickelodeon
- Karkú (5 de fevereiro de 2007–22 de julho de 2009)
- Isa TKM (6 de abril–28 de agosto de 2009)
- Isa TK+ (5 de abril–17 de setembro de 2010)
- Sonha Conmigo (14 de março–7 de outubro de 2011)
- Grachi (5 de março de 2012–9 de agosto de 2013)[69]
- Miss XV: BFF (4 de março–16 de agosto de 2013)[70]
- 11-11 Na Minha Quadra Nada se Enquadra (2 de setembro–13 de dezembro de 2013)
- Toni, la Chef (20 de julho–24 de setembro de 2015)[71]
- Eu Sou Franky (7 de marco–23 de dezembro de 2016)[72]
- Heidi, bienvenida a casa (13 de março de 2017–14 de fevereiro de 2019)
- Vikki RPM (18 de setembro–8 de dezembro de 2017)[73]
- Kally's Mashup (5 de março–21 de dezembro de 2018)
- Noobees (4 de fevereiro de 2019–31 de julho de 2020)
- Club 57  (6 de maio de 2019–22 de outubro de 2021)

### Séries adquiridas
- Littlest Pet Shop (2013–2016)[74]
- Zica e os Camaleões[q] (2014–2017)[75]
- Osmar, a Primeira Fatia do Pão de Forma[r] (4 de dezembro de 2023–31 de maio de 2024)[77]